# Coleophora rufoluteella
Coleophora rufoluteella é uma espécie de mariposa do gênero Coleophora pertencente à família Coleophoridae.